# Bavlinsky (distrito)
Bavlinsky é um distrito do Tartaristão, uma das repúblicas da Rússia.